# Península de Fosheim
La península de Fosheim es troba a l'oest de l'illa Ellesmere, una gran illa del territori canadenc de Nunavut. Eureka, una base científica permanent, es troba al costat nord del fiord de Slidre, a pocs quilòmetres a l'est de l'estret Eureka. Si bé la península va ser vista per primera vegada per l'explorador àrtic Adolphus Greely el 1881, no va ser explorada fins al 1899 per Otto Sverdrup, que la va batejar amb el nom d'Ivar Fosheim, membre de la seva expedició.
El 24 de desembre de 2013 la CBC News va informar que s'havien trobat fòssils de camell en un bosc petrificat de significació paleontològica, a la península.